# Блез де Монлюк
Блез де Лассеран де Массенком де Монлюк де Ментескью (*Blaise de Monluc de Montesquiou de Lasseran de Massencome, 1500 —†26 червня 1577) — французький військовий діяч часів Італійських та Релігійних воєн, маршал Франції.

## Життєпис

### Італійські війни
Походив з аристократичного гасконського роду Монтескью. Втім, його батько Франсуа де Монлюк був порівняно небагатою людиною. Замолоду найнявся на службу до Антуана, герцога Лотаринзького. У 1500 році простим солдатом брав у військовому поході короля Людовика XII до північної Італії. Потім деякий час жив у столиці Лотарингії — Нансі. Тут він здобував освіту, практичні знання у військовій справі. У 1515 році повернувся до рідного міста Сен-Пюї.
З початком військових дій у 1521 році Монлюк знову поступає до війська французького короля. У 1522 році бере участь у битві при Бікокка, у 1525 році при Павії, де потрапив у полон. У 1527 році знову учасник італійської військової кампанії. У 1528 році бере активну участь в облозі Неаполя. Після поразки повертається до Гасконі. Тут Монлюк приймається до часту Наваррського короля.
У 1534 році відгукнувся на заклик короля Франциска I, який мав намір створити армію нового типу. Тоді ж йому надано звання лейтенанта. У 1536 році брав активну участь в обороні Провансу від військ імператора Карла V Габсбурга.
У 1537 році, за рекомендацією Анна де Монморансі, призначається очільником роти охорони дофіна, майбутнього короля Генріха II. Згодом брав участь у військових кампаніях в Артуа, Руссильйоні, Дофіне. У 1544 році відзначився у битві при Черезоле (фр. Bataille de Cérisoles), за що був посвячений у лицарі. У 1545 році активний учасник облоги Булоні та Кале.
У 1547 році король Генріх II відправив Монлюк у відставку за порушення королівського наказу щодо герців. Але у 1548 році призначається губернатором фортеці Монкальєрі у П'ємонті. На цій посаді відіграв значну роль у захисті П'ємонту від іспанських військ. У 1551 році відзначився у битві при К'єрі. У 1553 році входить до військової ради.
Коли у 1554 році флорентійці взяли в облогу Сієну, король Генріх II відправив Монлюк із військом на допомогу місту. З липня 1554 по квітень 1555 року він керував обороною Сієни. Поранений й тяжко хворий Монлюк вимушений був здатися, але французький гарнізон було випущено на почесних умовах. За цю звитягу Генріх II нагородив Монлюка Орденом Святого Михайла.
У 1556 році Монлюк вже очолив оборону Риму від зазіхань іспанської армії. У 1556–1557 роках захищав республіку Монтальчино у Тоскані від флорентійських та іспанських військ. У 1558 році стає генерал-полковником. Того ж року — активний учасник оборони Тіонвіля.

### Релігійні війни
Після закінчення Італійських війн та смерті короля Генріха II він повертається до гасконі. У 1561 році повертається на королівську службу. Допомагає губернаторові придушувати заколоти протестантів-гугенотів. У 1563 році після укладання Амбуазького миру Монлюк став активним учасником створення католицької ліги у Гасконі, що викликало невдоволення королеви Катерини Медичі, оскільки це суперечило умовам нещодавно укладеного миру. Втім, у 1565 році Монлюк призначається генерал-лейтенантом Гасконі та віце-адміралом Гієні. До 1567 році він відновив королівську владу в більшості міст. Після цього дістав наказ захопити Ла Рошель, але не зумів цього зробити, лише зайняв о. Ре (неподалік від міста) у 1568 році.
У 1568—1569 роках з перемінним успіхом боровся з гугенотськими арміями. У 1570 році зазнав важкого поранення. Після миру в Сен-Жермені у 1570 році йде у відставку. Але вже у 1573 році запрошується Генріхом Анжуйським (майбутнім королем) як радник при облозі Ла Рошелі. У 1574 році в Ліоні Монлюк вітав Генріха зі здобуттям королівської влади. Тоді ж йому присвоєно звання маршала. Втім, у 1575 році остаточно відійшов від справ. Останні роки займався літературною діяльністю. Помер 26 червня 1577 року.

## Літературна діяльність
Блез Монлюк є автором мемуарів, названих «Коментарі». Вони охоплюють період з 1521 до 1576 роки. Тут йдеться й про війни в Італії та релігійні війни у Франції.